# Rhynchospora albotuberculata
Rhynchospora albotuberculata är en halvgräsart som beskrevs av Georg Kükenthal. Rhynchospora albotuberculata ingår i släktet småag, och familjen halvgräs. Inga underarter finns listade i Catalogue of Life.